# Tmarus menotus
Tmarus menotus là một loài nhện trong họ Thomisidae.
Loài này thuộc chi Tmarus. Tmarus menotus được Arthur Merton Chickering miêu tả năm 1965.